# Shōnagon
Lo Shōnagon (少納言?) era un consigliere di terzo rango nella corte imperiale del Giappone. Questa carica consultiva risale al VII secolo e fece parte della corte imperiale giapponese dall'VIII secolo fino  all'era Meiji a  metà del XIX secolo. Era una delle cariche del Daijō-kan, l'organo più alto della corte imperiale giapponese introdotto dal Codice Taihō.
All'interno dei ranghi della burocrazia imperiale, lo shōnagon si collocava tra i chūnagon (consiglieri di medio rango) e i sangi (consiglieri associati).
Solitamente questa posizione era ricoperta da tre membri di terzo rango del kuge. Questi funzionari sono responsabili della lettura dei rapporti ordinari e della preparazione dei viaggi imperiali. La funzione dello shōnagon era quella di preservare la memoria dei principali leader, apporre sigilli sugli atti e trasmettere comunicazioni agli altri membri all'interno del daijō-kan. Potevano essere sia militari che civili.
Quando fu istituito il Kurōdo-dokoro, la posizione e i doveri della carica furono notevolmente indeboliti il suo unico ruolo era quello di gestire sigilli imperiali e delle ekirei (駅鈴?, campane delle stazioni).
A partire dal tardo periodo medievale, era conosciuta come una carica ufficiale a cui veniva nominato un nobile (公卿?, kugyō) della famiglia Funabashi, un ramo legittimo del clan Kiyohara della scuola Hirosumi, dopo aver prestato servizio come ciambellano dell'imperatore.